# ويليام هويل (سياسي)
ويليام هويل هو سياسي كندي، ولد في 28 أغسطس 1842، وتوفي في 27 أكتوبر 1918 بتورونتو في كندا. حزبياً، نشط في حزب أونتاريو المحافظ التقدمي. وقد انتخب عضو برلمان مقاطعة أونتاريو وانتخب رئيس برلمان مقاطعة أونتاريو ‏.